# Rudolf von Raumer
Rudolf Heinrich Georg von Raumer, född den 14 april 1815 i Breslau, död den 30 augusti 1876 i Erlangen, var en tysk språkforskare. Han var son till Karl Georg von Raumer och farfar till Kurt von Raumer. 
von Raumer blev 1839 filosofie doktor i Erlangen, 1840 docent där i germanska språk och historia, 1846 extra ordinarie professor och 1852 ordinarie professor i tyska språket och litteraturen. von Raumer drev språkhistoria i kulturhistoriskt syfte. Medelpunkten för hans intresse var tyska folkets inre historiska utveckling. Till hans förstlingsarbete Die aspiration und die lautverschiebung (1837), ett försök att förklara den av Jakob Grimm formulerade ljudskridningen, sluter sig senare åtskilliga avhandlingar av fonetiskt innehåll. Nämnas kan Die sprachgeschichtliche Umwandlung und die Natur geschichtliche Bestimmung der Laute (1858), Weitere Erörterungen über das Wesen der Aspiraten (1859), Die geschichtliche Entwicklung der Laute (1861), Über den Unterschied der harten und weichen Laute (1863), de två förra med anknytning till Ernst von Brücke, de senare till Hermann Berthold Rumpelt. I motsats till Grimm skiljer von Raumer säkert och konsekvent mellan ljud och tecken och tar fysiologin i den historiska grammatikens tjänst. 
Med denna mera rationella uppfattning av språklivet sammanhänger von Raumers ståndpunkt i rättstavningsfrågan. Medan Grimm och Weinhold ville ta medelhögtyskan till rättesnöre för den nyhögtyska skriften (historisk ortografi), hävdade von Raumer den fonetiska grundsatsen. Detta gjorde han utan att därför yrka på brådstörtade förändringar (Über deutsche Rechtschreibung, 1855; Die consequenzen der neuhistorischen Rechtschreibung und das historisch-phonetische Princip, 1856; Weitere beiträge zur deutschen rechtschreibung, 1857). von Raumers ortografiska ståndpunkt fick ett vackert erkännande, då åt honom, på förslag av preussiske kultusministern Adalbert Falk, uppdrogs att utarbeta ett förslag till reglering av det tyska stavsättet. Hans betänkande, Regeln und Wörterverzeichniss für die deutsche Ortographie, jämte motivering bildar grundvalen för den senare lagstadgade tyska riksortografien, även om von Raumers förslag i de olika instanserna blev mycket förändrat. 
Mindre erkännande fick von Raumer röna för sitt försök att ådagalägga de indoeuropeiska och semitiska språkens samhörighet. Mindre betydande som alster av självständig forskning är också ett par skrifter, som behandlar andra sidor av tysk odling: Die Einwirkung des Christenthums auf die althochdeutsche Sprache (1845) och Vom deutschen Geiste, drei Bücher geschichtlicher Ergebnisse (1848; 2:a upplagan 1850). von Raumer skrev även en utförlig Geschichte der deutschen Philologie (1870; i serien "Geschichte der Wissenschaften in Deutschland"). von Raumers stil är populär, något bred. Flertalet av hans mindre skrifter är samlade i Deutsche Versuche (1861) och Gesammelte sprachwissenschaftliche Schriften (1863).